# Ineltec
Die ineltec ist eine Schweizer Fachmesse für die Elektrobranche. Sie wird von der MCH Group Basel organisiert und findet alle zwei Jahre an zwei Tagen in der Messe Zürich statt.

## Geschichte
Gegründet wurde die Messe 1963 als Messe für Elektrotechnik und Gebäudeautomation. Um den veränderten Ansprüchen der relevanten Marktteilnehmer gerecht zu werden, positioniert sich die ineltec (12. bis 15. September 2017, Basel) als die Schweizer Messe für intelligente Gebäudetechnologie. Im Jahr 2019 wurde die Messe eingestellt und Teil von der Swissbau übernommen. Die ineltec war über 40 Jahre lang bis 2017 der führende Treffpunkt der Schweizer Elektrobranche. Nirgendwo sonst erhielten Planerinnen und Ausführende aktuelles Know-how, Produkte und Lösungen so persönlich vermittelt. Grund genug für einen Restart der beliebten Messe mit dem aktualisierten Format «ineltec reloaded». Nach sieben Jahren Unterbruch geht die ineltec am 11. und 12. September 2024 wieder an den Start. 

## Aussteller
Als Schweizer Marktplatz für die Elektrobranche bietet die Messe den idealen Treffpunkt für Austausch und Vernetzung unter Fachexpertinnen und -experten. Sie bietet aufgrund der unterschiedlichen Fachbereiche (Elektrotechnik/Gebäudeautomation, Energie im Gebäude, Licht, Infrastruktur, E-Mobilität/Ladeinfrastruktur, IT-Lösungen, Messen/Prüfen/Werkzeuge) ein relevantes Komplettangebot mit einzigartigem Marktüberblick.

## Besucher
Die Messe spricht Fachleute aus der Schweiz und dem angrenzenden Ausland an. 